# Wander de Almeida
Wander Antonio de Almeida (nacido el 5 de mayo de 1977 en São Paulo, Brasil) es un futbolista brasileño nacionalizado argentino. Juega de centrocampista y actualmente juega en la Liga Rafaelina en el Sportivo Norte.

## Carrera deportiva
Wander de Almeida comenzó su carrera en Brasil en 1996 jugando para Rubro Social, y luego en 1997 pasó al Vasco da Gama. En 1998 se trasladó al Serrano. Luego se trasladó a la Argentina en ese mismo año para jugar en River Plate, en donde no duró mucho. En 1999 se fue a los Países Bajos para jugar en la reserva de PSV Eindhoven. Ese mismo año volvió a la Argentina, para jugar en Banfield. Formó parte del plantel que disputaba la B Nacional. Se proclamó goleador del equipo cuando jugaban en esa categoría. Jugó para el club hasta el año 2001 cuando fue transferido a Independiente Rivadavia de Mendoza. Jugó para el club hasta 2003 cuando se fue nuevamente a su país natal para jugar por segunda vez en el Rubro Social hasta 2004. Continúa su carrera en ese mismo año para jugar en el Argentino Quilmes (Rafaela), en su regreso a la Argentina. Ese mismo año se fue al Ben Hur de Rafaela. Jugó para ese club hasta el año 2005 cuando se fue al 9 de Julio de esa misma ciudad. Permaneció allí hasta 2006, cuando se fue a Formosa para jugar en el Sportivo Patria, en donde estuvo hasta 2007, cuando ese mismo año se fue a Jujuy para jugar en Talleres de Perico hasta 2008. Ese año se fue a Corrientes para jugar en el Boca Unidos. En 2009 se fue a Córdoba para jugar en Racing de Córdoba en donde estuvo con muchas expectativas. Ese año se fue a Misiones para jugar en Crucero del Norte. En 2010 volvió nuevamente a Jujuy para jugar por segunda vez consecutiva en Talleres de Perico. Ese mismo año fue transferido a Boca Río Gallegos, en donde juega hasta 2013. Ese año se pasó al Sportivo Norte, que participa en la Liga Rafaelina.

## Clubes
| Club                                    | País         | Año       |
| --------------------------------------- | ------------ | --------- |
| Rubro Social                            | Brasil       | 1996      |
| Vasco da Gama                           | Brasil       | 1997      |
| Serrano                                 | Brasil       | 1998      |
| River Plate                             | Argentina    | 1998      |
| PSV Eindhoven                           | Países Bajos | 1999      |
| Banfield                                | Argentina    | 1999-2001 |
| Independiente Rivadavia                 | Argentina    | 2001-2003 |
| Rubro Social                            | Brasil       | 2003-2004 |
| Argentino Quilmes (Rafaela)             | Argentina    | 2004      |
| Ben Hur                                 | Argentina    | 2004-2005 |
| 9 de Julio                              | Argentina    | 2005-2006 |
| Sportivo Patria                         | Argentina    | 2006-2007 |
| Talleres de Perico                      | Argentina    | 2007-2008 |
| Boca Unidos                             | Argentina    | 2008      |
| Racing de Córdoba                       | Argentina    | 2009      |
| Crucero del Norte                       | Argentina    | 2009      |
| Talleres de Perico                      | Argentina    | 2010      |
| Boca Río Gallegos                       | Argentina    | 2010-2013 |
| Sportivo Norte (Liga Rafaelina)         | Argentina    | 2013      |
| San Martín de Angélica (Liga Rafaelina) | Argentina    | 2018      |